# Kalle Lohi
Kalle Aukusti Lohi, född 23 november 1872 i Pudasjärvi, död 11 juni 1948 i Ranua, var en finländsk politiker.
Lohi nådde tidigt trots bristfällig utbildning en betrodd ställning som kommunalman, publicist och aktiv politiker. Han var från 1909 ledamot av riksdagen för agrarpartiet, och 1925 minister utan portfölj i Antti Tulenheimos regering och socialminister i Kyösti Kallios regering 1925–26 och i J.E. Sunilas regering 1927–28.